# Datenpräambel
Eine Datenpräambel oder Präambel (von lateinisch praeambulare „vorangehen“; über mittellateinisch praeambulum „Einleitung“) ist ein Signal, das in einem Rechnernetz übertragenen Nachrichten vorangestellt wird.
Im Gegensatz zum Header eines Datenpakets gehört die Präambel nicht zu den Daten selbst, sondern dient der Abstimmung der Gesprächspartner im Netz:
- in einigen Protokollen dient die Präambel der zeitlichen Abstimmung der Kommunizierenden, d. h. zur Synchronisation des Taktes (vgl. Ethernet); in diesem Fall besteht die Präambel aus einer fest vereinbarten Folge von Bits.
- in anderen Protokollen kündigt die Präambel die nachfolgende Nachricht an (vgl. Wise Media Access Control); in diesem Fall besteht die Präambel aus einem gleichbleibenden Signal.

Bei serieller Übertragung folgt nach der Präambel bzw. an deren Ende häufig eine bestimmte Bitfolge, die den Beginn der eigentlichen Daten ankündigt und eine Synchronisation auf die Wortgrenze ermöglicht (z. B. Start Frame Delimiter bei Ethernet).